# Gloria Kemasuode
Gloria Kemasuode (* 30. prosince 1979) je nigerijská běžkyně specializující se především na běhy na krátkou vzdálenost.

## Kariéra
Velkých mezinárodních závodů se účastní od roku 2004. Byla součástí štafetového týmu na olympiádě v Aténách, kde družstvo Nigérie v běhu na 100 metrů skončilo sedmé. Stejnou pozici obsadilo i na atletickém světovém šampionátu o rok později.
V samostatných závodech skončila v běhu na 100 metrů na Africkém šampionátu 2006 sedmá, o dva roky později pátá. Na stejném šampionátu ve štafetovém běhu v roce 2008 získala zlatou medaili.
Je součástí týmu (spolu s Agnes Osazuwa, Oludamola Osayomi, Ene Franca Idoko a Halimat Ismaila), který na olympiádě v Pekingu v běhu na 100 metrů získal bronzovou medaili.

## Osobní rekordy
- 60 metrů - 7,48
- 100 metrů - 11,21
- 200 metrů - 23,26